# Seconda guerra illirica
La Seconda guerra illirica è stato un conflitto armato, durato dal 220 a.C. al 219 a.C., che vide gli illiri opposti allo Stato romano.

## Contesto storico
Negli anni immediatamente precedenti la Repubblica Romana era impegnata prima nel contenere l'avanzata delle tribù galliche in Etruria (battaglia di Talamone) e, in seguito, a conquistare l'intera Italia settentrionale, creando la provincia della Gallia Cisalpina. Contemporaneamente crescevano le tensioni tra Roma ed Annibale, che dal 221 a.C. aveva assunto il pieno comando della Spagna cartaginese e stava occupando militarmente tutta l'area a sud del fiume Ebro.

### Casus belli
Demetrio di Faro (reggente dello stato illirico, tributario di Roma) decise di allearsi con il re macedone Antigono Dosone, aiutandolo nella guerra contro Cleomene III, re di Sparta. Riteneva in questo modo di essersi assicurato il potente appoggio della Macedonia; al tempo stesso pensava che Roma fosse troppo impegnata con la conquista della Gallia Cisalpina e con il  crescente confronto con Cartagine e Annibale per occuparsi anche di altri fronti.
Demetrio iniziò proditoriamente ad avventurarsi con atti di pirateria nel mare Adriatico, saccheggiando e distruggendo le città illiriche soggette ai Romani, e violando la clausola del trattato, navigando con 50 navi oltre Lissa (l'attuale città di Alessio in Albania, violando così gli accordi stipulati al termine della Prima guerra illirica) e devastando molte delle isole Cicladi, e conquistando la città di Pylos (l'odierna Navarino), catturando oltre 50 navi. Mandò poi una consistente guarnigione a Dimale (nei pressi della moderna Durazzo), fornita di tutti i mezzi necessari; eliminò tutti i suoi oppositori politici dalle città conquistate, affidando il governo ad amici; e mise 6 000 armati a presidiare l'isola di Faro.

## La guerra
I Romani, al contrario, constatando la florida condizione del regno di Macedonia, decisero di non lasciare impunite queste violazioni al trattato precedente e reagirono tempestivamente, punendo Demetrio per la sua ingratitudine e temerarietà. Si racconta che quando gli ambasciatori romani avuta la sensazione che Annibale stesse cercando a tutti i costi la guerra, informarono il Senato romano che, di fronte alla minaccia di una nuova guerra, prese le misure necessarie per consolidare le proprie conquiste ad oriente, in Illiria. Nel 219 a.C. il Senato romano, infatti, assegnò il comando della flotta romana al console Lucio Emilio Paolo, che in brevissimo tempo occupò le principali roccaforti nemiche, a partire da quella di Dimale (vicino alla città di Apollonia, nell'attuale Albania), conquistata in soli sette giorni, che buttò nello sconforto il nemico, tanto da dichiarare la resa. Cadde, infine, la stessa Pharos (che il console rase al suolo).

## Conseguenze
La sconfitta subita contro i Romani, costrinse Demetrio a trovare rifugio presso Filippo V. Alla corte del re macedone Demetrio trascorse il resto della propria vita, diventandone uno dei consiglieri più ascoltati. Il console romano, Lucio Emilio Paolo, sottomise il resto dell'Illiria, riorganizzandola nuovamente, per poi fare ritorno in patria verso la fine dell'estate, dove gli fu concesso, insieme al console Marco Livio Salinatore, il meritato trionfo. I Romani inviarono un'ambasciata presso la corte macedone, per chiedere la consegna di Demetrio, ma senza risultati .